# Jorge Federico Von Stecher
Jorge Federico Von Stecher (Buenos Aires, 11 de agosto de 1920-28 de octubre de 1989) fue un militar argentino, perteneciente al Ejército, que alcanzó el grado de general de brigada. Se desempeñó como interventor federal de facto de la provincia de Buenos Aires brevemente en 1966 y como embajador argentino en México entre 1970 y 1973.

## Biografía
Nacido en 1920, ingresó al Ejército Argentino, egresando del Colegio Militar de la Nación como subteniente del arma de Infantería. A lo largo de su carrera militar, fue jefe de los regimientos 15 y 3 de Infantería, subdirector de la Escuela Superior de Guerra, jefe de Operaciones del Comando en Jefe del Ejército, entre otros.
Tras el golpe de Estado de junio de 1966, que dio inicio a la dictadura autodenominada Revolución Argentina, fue designado interventor federal de facto de la provincia de Buenos Aires. Luego fue segundo comandante de la primera división del Ejército y pasó a retiro en 1969 con el grado de general de brigada.
En 1970, fue designado embajador de Argentina en México por el presidente de facto Roberto Marcelo Levingston. Allí recibió la Orden Mexicana del Águila Azteca. Finalizó sus funciones en mayo de 1973.
Fue también vicepresidente primero del Círculo Militar.